# لاهات

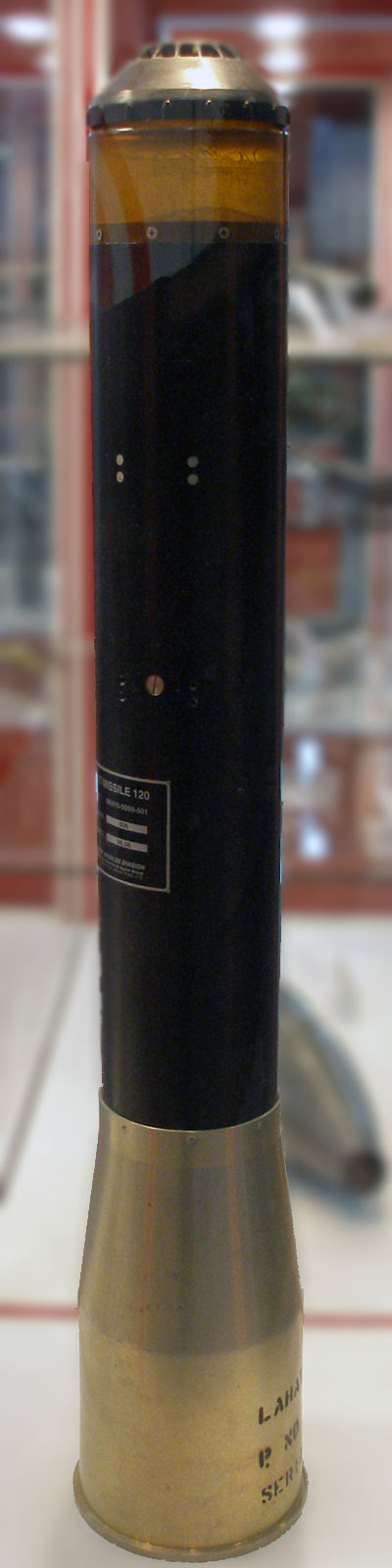
صاروخ لاهات منفصل

لاهات (بالإنجليزية: LAHAT)‏ صاروخ مضاد للدبابات من الجيل الثالث خفيف الوزن، موجه بالليزر النصف فعال، طُوِّر منذ عام 1992 وتنتجه الصناعات الجوية. وصُمِّمَ الصاروخ في الأساس ليُسْتَخْدَم بواسطة دبابات المريكافا ذات مدفع 105 و 120 ملم، ورغم أنه ملائم لكل أنواع المدافع ذات نفس القطر. فإن اللاهات متوافق أيضا للاستخدام من الطرادات والطائرات بدون طيار وHMMWV. وخلافاً للقذائف فإن اللاهات لا يستلزم مدفع دبابة من أجل استخدامه.
يتضمن اللاهات منظومة توجيه ليزر نصف فعالة. ويمكن رصد الهدف بواسطة منصة الإطلاق أو بواسطة مشغل آخر (طائرة بدون طيار، أو مروحية حربية أو طاقم استطلاع) تتوافر لديه الحد الأدنى من الكشف. ويمكن لمسار الصاروخ ان يكون ملائم لمهاجمة العربات المصفحة أو السفن الحربية أو المروحيات القتالية.
يصل مدى اللاهات إلى 8 كم عند الإطلاق الأرضي و13 كم عند الإطلاق من منطقة مرتفعة. وتصل دقة الصاروخ إلى 0.7 متر (CEP) وزاوية 30 درجة مما يسمح بالتوغل الفعال حتى 800 ملم في الفولاذ المصفح بواسطة رأس قتالي مضاد للإستخدام ضد التحصين التفاعلي. ويحتوي اللاهات أيضا على وسائل حماية فعالة ضد وسائل التشويش. ويُخَزَّن اللاهات داخل الدبابة مثل أي قذيفة أخرى، ويُتَعَامَل معه مثل باقي أنواع الذخيرة الخاصة بالدبابة.